# Duilio Davino
Duilio César Jean Pierre Davino Rodríguez (León, 1976. március 21. – ) mexikói válogatott labdarúgó. 

## Pályafutása

### Klubcsapatban
Leónban született. 1993 és 1997 között a Tecos UAG játékosa volt. 1997 és 2007 között a Club América csapatában játszott, melynek színeiben több mint 300 mérkőzésen lépett pályára. Két mexikói bajnoki címet szerzett és egy CONCACAF-bajnokok kupáját nyert. 2008-ban az MSL-ben szereplő FC Dallas együttesében játszott. 2009-ben a Club Puebla csapatában szerepelt. 2009 és 2011 között a CF Monterrey színeiben két alkalommal nyerte meg a mexikói bajnokságot. 2012-ben a Tecos UAG játékosaként fejezte be a pályafutását. 

### A válogatottban
1996 és 2006 között 84 alkalommal szerepelt az mexikói válogatottban és 2 gólt szerzett. Részt vett az 1996. évi nyári olimpiai játékokon, az 1998-as világbajnokságon, az 1997-es és a 2001-es konföderációs kupán, az 1997-es és a 2004-es Copa Américán, illetve tagja volt az 1996-os és az 1998-as CONCACAF-aranykupán aranyérmet szerző csapatnak is. 

## Sikerei, díjai
Tecos UAG
- Mexikói bajnok (1): 1993–94
- Kupagyőztesek CONCACAF-kupája (1): 1995

Club América
- Mexikói bajnok (2): Verano 2002, Clausura 2005
- CONCACAF-bajnokok ligája (1): 2006
- Mexikói szuperkupagyőztes (1): 2005
- CONCACAF-óriások kupája (1): 2001

CF Monterrey
- Mexikói bajnok (2): Apertura 2009, Apertura 2010
- CONCACAF-bajnokok ligája (1): 2010–11

Mexikó
- CONCACAF-aranykupa győztes (2): 1996, 1998
- Copa América bronzérmes (1): 1997